# Belemnotheutis
Belemnotheutis ist eine Gattung belemnoider Tintenfische, die im oberen Mitteljura und Oberjura vor ca. 161 bis ca. 145 Millionen Jahren lebte. Gut erhaltene Exemplare wurden aus dem englischen Oxfordton (aus der chronostratigraphischen Stufe des Calloviums) und dem Solnhofener Plattenkalken (aus der Stufe des Tithoniums) beschrieben.

## Merkmale
Die Hartteile von Belemnotheutis bestehen aus dem gekammerten Phragmokon, mit einem kleinen aragonitischen Rostrum und dem relativ breiten, auf die Rückenseite beschränkten Proostrakum. Das Rostrum weist dorsal zwei typische, nach vorne divergierende Längsleisten auf. Der apikale Winkel des Phragmokons beträgt rund 20 Grad. Der Siphonalstrang liegt randlich auf der Bauchseite. Die Tiere besaßen zehn, nur mäßig lange Fangarme, die mit 30 bis 40 Paaren von chitinigen, gegenständigen Fanghäkchen versehen waren. Sie hatten relativ große Augen, mit großer Wahrscheinlichkeit bereits Linsenaugen wie die heutigen Tintenfische, die sich als Abdruck erhalten haben. Der Muskelmantel, der über die Hälfte des gesamten Tieres ausmachte, war auf die Bauchseite beschränkt, die Muskeln setzten auf den Seitenfeldern des Proostrakums an. Die Tiere erreichten eine Länge von maximal 30 Zentimetern.

## Ernährung und Feinde
Bei einigen Exemplaren von Belemnotheutis wurden fossilisierte Reste des Kropfes und des Magens gefunden. Die Reste enthalten Fischschuppen und -knochen und belegen, dass die Gattung sich von Fischen ernährte (Piscivorie). Die chitinigen Häkchen von Belemnotheutis und anderen belemnoiden Tintenfischen wurden verhältnismäßig häufig in den Mageninhalten von Ichthyosauriern gefunden, diese Tintenfische bildeten also zumindest einen Teil der Nahrung jener diapsiden Reptilien. John E. Pollard berechnete nach einer Abschätzung der Zahl der Fanghäkchen im Mageninhalt eines Ichthyosauriers aus dem Unterjura, dass dieser zwischen 760 und 2430 belemnoide Tintenfische gefressen haben musste, die aber in diesem Beispiel nicht zur Gattung Belemnotheutis gehörten, da die Gattung erst im Mitteljura auftrat.

## Systematik
Belemnotheutis ist die Typusgattung der Familie Belemnotheutidae in der Ordnung Belemnitida innerhalb der Belemnoidea.
Es sind bisher drei Arten bekannt:
- Belemnotheutis antiqua Pearce, 1842, Callovium, England
- Belemnotheuthis polonica Makowski, 1952, Callovium, Polen[3], und
- Belemnotheutis mayri Engeser & Reitner, 1981, Tithonium, Süddeutschland[4]

## Schreibweise des Namens
Die ursprünglich vom Erstbeschreiber Joseph Chaning Pearce gewählte Schreibweise lautet Belemnotheutis. Diese wurde später unberechtigterweise von einigen Autoren in Belemnoteuthis abgeändert, weil die Endung -teuthis damals häufiger verwendet wurde. Nach der Prioritätsregel ist aber diese Schreibweise eine sekundäre inkorrekte Falschschreibweise, die allerdings vielfach in die Sekundärliteratur einging. Es gibt aber keinen Grund, die Priorität von Belemnotheutis gegenüber Belemnoteuthis etwa durch Antrag an die Kommission für Zoologische Nomenklatur (ICZN) zu ändern (vgl. auch die Diskussion in Donovan und Crane, 1990).